# Emerson Pereira da Silva
Emerson Pereira da Silva (* 21. August 1973 in São Paulo), auch einfach nur Emerson Pereira, ist ein brasilianischer Fußballtrainer und ehemaliger Fußballspieler.

## Karriere

### Spieler

#### Verein
Emerson Pereira da Silva erlernte das Fußballspielen in der Jugendmannschaft vom FC São Paulo im brasilianischen São Paulo. Hier stand er bis zum 30. Juni 1995 unter Vertrag. Am 1. Juli 1995 wechselte er nach Chile. Hier schloss er sich dem Erstligisten CSD Colo-Colo aus der Hauptstadt Santiago de Chile an. 1997 feierte er mit dem Verein die chilenische Meisterschaft. Im Juli 1998 ging er nach Europa, wo er sich bis März 1999 dem AC Perugia Calcio aus Perugia anschloss. Über die israelische Station Maccabi Haifa wechselte er wieder nach Chile zu Colo-Colo. 2000 kehrte er in seine Heimat zurück. Hier spielte er für die Vereine Corinthians São Paulo, Botafogo FC (SP) und den EC Juventude. Unión Española aus dem chilenischen Independencia nahm ihn 2003 unter Vertrag. Von 2004 bis 2005 wurde er an den mexikanischen Verein CF Monterrey nach Monterrey ausgeliehen. Nach der Ausleihe kehrte er zu Española zurück. Hier beendete er auch seine Karriere als Fußballspieler.

#### Nationalmannschaft
Emerson Pereira nahm 1993 mit der brasilianischen U20-Nationalmannschaft an der U20-Weltmeisterschaft in Australien teil. Mit der Mannschaft wurde er Weltmeister. Im Endspiel gewann man gegen Ghana mit 2:1.

### Trainer
Die Trainerkarriere von Emerson Pereira da Silva begann Mitte 2013 als Trainer vom EC Jacuipense im brasilianischen Riachão do Jacuípe. Hier stand er bis zum 31. März 2014 an der Seitenlinie. Am 1. April 2014 übernahm er die Jugendmannschaft seines ehemaligen Vereins FC São Paulo. Das Amt des Jugendtrainers begleitete er bis zum 30. November 2014. Am 1. Februar 2017 wurde er Jugendtrainer beim Desportivo Brasil in Porto Feliz. Das Amt übte er bis zum 30. April 2018 aus. Vom 6. Februar 2019 bis zum 30. April 2019 stand er als Jugendtrainer bei Corinthians São Paulo an der Seitenlinie. Am 1. Mai 2019 zog es ihn nach Thailand, wo er das Amt des Co-Trainers beim Erstligisten Chiangrai United in Chiangrai übernahm. Mit dem Verein gewann er als Co-Trainer 2019 die thailändische Meisterschaft. Im Februar 2020 gewann er mit dem Verein den Thailand Champions Cup. Hier besiegte man den Erstligisten Port FC mit 2:0. Am 1. Dezember 2020 wurde er Cheftrainer bei Chiangrai United. Seinen ersten Titel als Cheftrainer gewann er mit Chiangrai 2021. Das Finale des thailändischen FA Cup am 11. April 2021 gegen den Erstligisten Chonburi FC gewann man im Elfmeterschießen. Anfang Dezember 2022 wurde sein Vertrag aufgelöst. Anschließend übernahm er das Traineramt beim ebenfalls in der ersten Liga spielenden Nongbua Pitchaya FC. Hier stand er bis zu seiner Entlassung Ende Februar 2023 unter Vertrag. Am 25. März 2024 unterschrieb er einen Vertrag als Co-Trainer beim Erstligisten Buriram United. Hier stand er neunmal mit unter dem ebenfalls im März 2024 verpflichteten Trainer Jorginho an der Seitenlinie. Nach der Spielzeit 2023/24 übergab ihm Jorginho das Amt des Cheftrainers bei Buriram.

## Erfolge

### Spieler

#### Verein
CSD Colo-Colo
- Primera División (Chile): 1997 C

#### Nationalmannschaft
Brasilien U20
- U20-Weltmeisterschaft: 1993

### Trainer

#### Co-Trainer
Chiangrai United
- Thai League: 2019
- Thailand Champions Cup: 2020

#### Trainer
Chiangrai United
- FA Cup (Thailand): 2020/21